# Bic Camera Takasaki Bee Queen
I Bic Camera Takasaki Bee Queen (ビックカメラ高崎ビークイーン?, Bikku Kamera Takasaki Bī Kuīn) sono una squadra di softball femminile giapponese con sede a Takasaki, Gunma. Sono membri della East Division della Japan Diamond Softball League (JD.League).

## Storia
I Bee Queen furono fondati nel 1981 come squadra di softball della Hitachi Takasaki (una fabbrica della Hitachi). La squadra è stata trasferita alla Renesas nel 2003, inoltre è stata trasferita alla Bic Camera nel 2015.
La Japan Diamond Softball League (JD.League) fu fondata nel 2022, e i Bee Queen si unirono alla nuova lega come membri della East Division.

## Roster attuale
Aggiornato all'aprile 2022.
| Ruolo          | N.         | Nome             | Età        | Altezza             | Batte      | Lancia     | Note                                                             |
| Giocatrici     | Giocatrici | Giocatrici       | Giocatrici | Giocatrici          | Giocatrici | Giocatrici | Giocatrici                                                       |
| -------------- | ---------- | ---------------- | ---------- | ------------------- | ---------- | ---------- | ---------------------------------------------------------------- |
| Lanciatrici    | 6          | Yamato Fujita    | 34 anni    | 165 cm (5 ft 5 in)  | Destro     | Destro     | Giocatrice ai Giochi Olimpici 2020                               |
| Lanciatrici    | 7          | Yukiko Ueno      | 42 anni    | 174 cm (5 ft 9 in)  | Destro     | Destro     | Giocatrice-coach Giocatrice ai Giochi Olimpici 2004, 2008 e 2020 |
| Lanciatrici    | 15         | Yukari Hamamura  | 29 anni    | 171 cm (5 ft 7 in)  | Destro     | Destro     |                                                                  |
| Lanciatrici    | 19         | Ayaka Sakurai    | 24 anni    | 165 cm (5 ft 5 in)  | Sinistro   | Sinistro   |                                                                  |
| Lanciatrici    | 20         | Misaki Katsumata | 25 anni    | 171 cm (5 ft 7 in)  | Destro     | Destro     |                                                                  |
| Ricevitrici    | 2          | Haruka Agatsuma  | 30 anni    | 172 cm (5 ft 8 in)  | Destro     | Destro     | Giocatrice ai Giochi Olimpici 2020                               |
| Ricevitrici    | 18         | Haruka Sumitani  | 24 anni    | 165 cm (5 ft 5 in)  | Destro     | Destro     |                                                                  |
| Interne        | 3          | Kanna Kudo       | 25 anni    | 170 cm (5 ft 7 in)  | Sinistro   | Destro     |                                                                  |
| Interne        | 10         | Minori Naito     | 30 anni    | 163 cm (5 ft 4 in)  | Destro     | Destro     | Giocatrice ai Giochi Olimpici 2020                               |
| Interne        | 14         | Mizuki Ichimura  | 24 anni    | 167 cm (5 ft 6 in)  | Destro     | Destro     |                                                                  |
| Interne        | 21         | Saori Yamauchi   | 25 anni    | 168 cm (5 ft 6 in)  | Sinistro   | Destro     |                                                                  |
| Interne        | 26         | Yuka Ichiguchi   | 32 anni    | 163 cm (5 ft 4 in)  | Sinistro   | Destro     | Giocatrice ai Giochi Olimpici 2020                               |
| Esterne        | 1          | Miyu Kataoka     | 23 anni    | 162 cm (5 ft 4 in)  | Sinistro   | Destro     |                                                                  |
| Esterne        | 11         | Reina Matsumoto  | 26 anni    | 159 cm (5 ft 3 in)  | Sinistro   | Destro     |                                                                  |
| Esterne        | 16         | Hinako Atsumi    | 21 anni    | 162 cm (5 ft 4 in)  | Sinistro   | Destro     |                                                                  |
| Esterne        | 23         | Urara Fujimoto   | 26 anni    | 149 cm (4 ft 11 in) | Sinistro   | Destro     |                                                                  |
| Staff tecnico  |            |                  |            |                     |            |            |                                                                  |
| Senior advisor | -          | Taeko Utsugi     | 71 anni    | -                   | -          | -          | Manager del Giappone ai Giochi Olimpici 2000 e 2004              |
| Manager        | 30         | Yumi Iwabuchi    | 45 anni    | -                   | -          | -          |                                                                  |
| Coach          | 7          | Yukiko Ueno      | 42 anni    | -                   | -          | -          | Giocatrice-coach                                                 |
| Coach          | 32         | Haruka Kurokawa  | 40 anni    | -                   | -          | -          |                                                                  |